# Cobdogla

SS
Cobdogla – miasto w Australii, w stanie Australia Południowa.